# Martin Schumacher (Physiker)

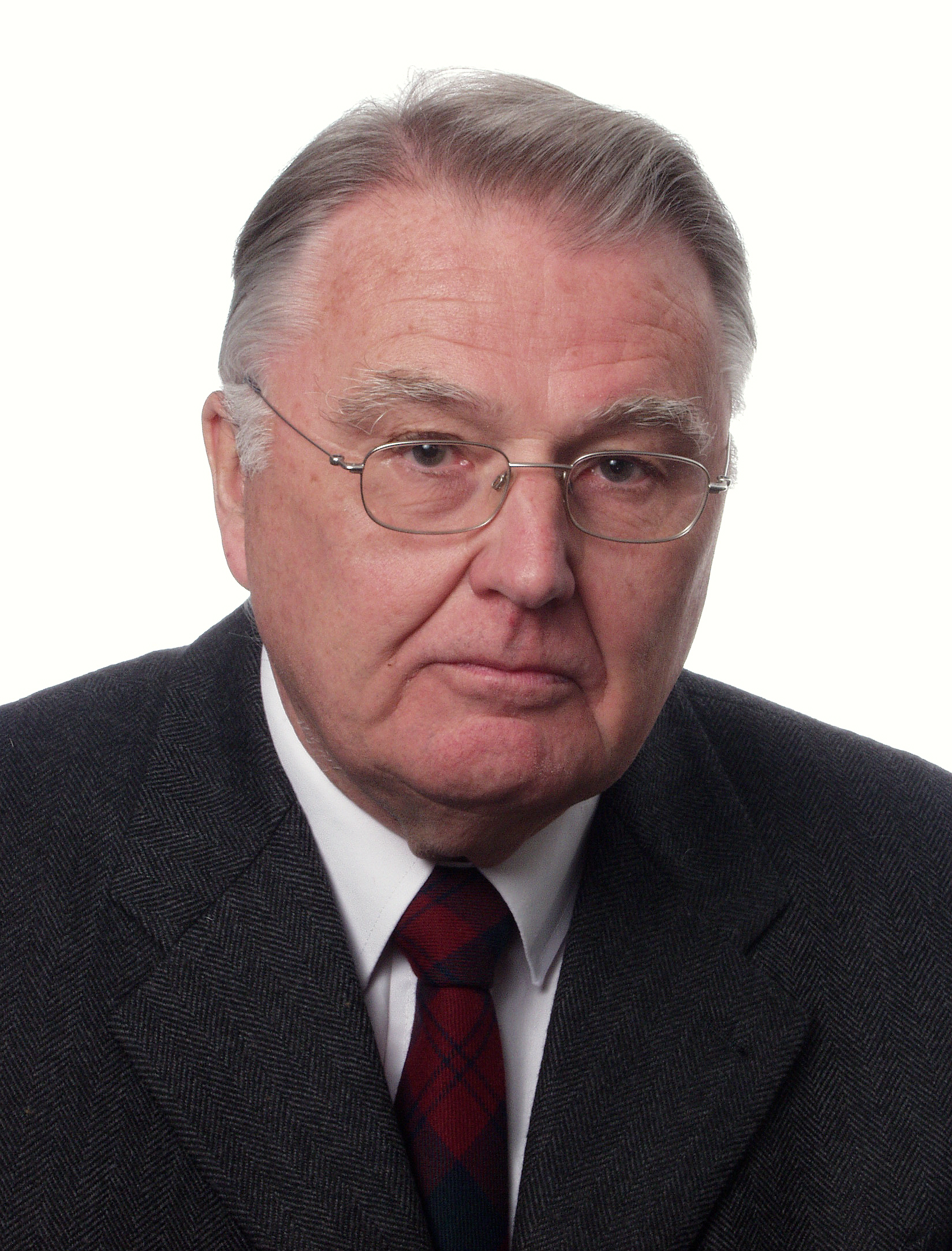
Martin Schumacher

Martin Schumacher (* 22. Januar 1937 in Leopoldshöhe; † 6. April 2024) war ein deutscher Physiker und Hochschullehrer.

## Wissenschaftliche Karriere
Martin Schumacher wurde 1965 bei Arnold Flammersfeld  in Göttingen mit einem Thema aus dem Bereich der Kernphysik promoviert. Von 1966 bis 1968 arbeitete er als Stipendiat im Bartol Research Institute in Philadelphia (USA) bei Franz Metzger. Hier entwickelte er sein späteres Hauptarbeitsgebiet, die Strukturuntersuchung atomarer und subatomarer Systeme mit Zweiphoton-Reaktionen (Compton-Streuung). Diese Reaktion ermöglicht eine zerstörungsfreie Strukturanalyse, die im Gegensatz zu üblichen Teilchenreaktionen steht, bei denen das zu untersuchende System zum Zwecke der Untersuchung zerstört wird. Mit dieser Methode wurde eine neue Klasse von Beobachtungen möglich, die wesentlich von der gleichzeitigen Wechselwirkung zweier Photonen mit den elektrisch geladenen Bestandteilen des atomaren oder subatomaren Systems Gebrauch macht.
Die weiteren wissenschaftlichen Arbeiten wurden am Synchrozyklotron in Göttingen, an den Forschungsreaktoren in Karlsruhe, Jülich, Mol (Belgien) und Grenoble (Frankreich) und an den Gleichstrom-Elektronenbeschleunigern an den Universitäten Mainz, Bonn und Lund (Schweden) ausgeführt. 1978 wurde er zum Universitätsprofessor für Physik an der Georg-August-Universität Göttingen berufen.

### Forschungsergebnisse (Auswahl)
- Messung der Struktur innerer Elektronenschalen schwerer Atome[3]
- Streuung von Photonen im Coulombfeld schwerer Kerne (erstmaliger Nachweis der Delbrück-Streuung 1975)[3]
- Messung der elektrischen Polarisierbarkeit des Kerns[4]
- Nachweis der mit der Yukawa-Wechselwirkung verbundenen Pion-Austauschströme im Kern[4]
- Messung der elektrischen und magnetischen Polarisierbarkeiten des freien und des im Kern gebundenen Nukleons[5][6]
- Erstmaliger direkter Nachweis des „Higgs-Bosons der starken Wechselwirkung“ ({\displaystyle \sigma }-Meson) als Bestandteil der Konstituenten-Quarks mit Compton-Streuung am Proton (2010).[7][8]

Darüber hinaus war Martin Schumacher an mehreren Arbeitsgruppen, die Experimente zur Teilchenphysik im Bereich weniger GeV durchführten, beteiligt.
Neue Arbeiten geben eine Übersicht über den gegenwärtigen Stand der Erforschung der Polarisierbarkeiten des Nukleons und einem Vergleich der Dispersionstheorie der Polarisierbarkeiten mit der chiralen effectiven Feldtheorie. Den vorläufigen Abschluss bildet eine Arbeit über die Entstehung der Masse der
sichtbaren Materie mit einer Erweiterung zum Strange-Quark-Bereich.